# Turdus infuscatus
Turdus infuscatus là một loài chim trong họ Turdidae.